# Rapeta
A Rapeta című album a Rapülők együttes 1993-ban megjelent második stúdióalbuma. Az albumon szereplő "Ringasd el magad" című dal Adamis Anna és Presser Gábor szerzeménye. Az album 1993-ban CD-n és kazettán jelent meg, majd 2023-ban a 30. évforduló alkalmából hagyományos fekete, és narancssárga hanglemezen, majd a nagy sikerre való tekintettel 2024-ben fehér színű vinylen limitált kiadásban a lemezed.hu jóvoltából.

## Az együttes tagjai
- „MC Gesztenye”(Geszti Péter) – „szövegmondó kisiparos” (rap)
- „Berkes T. Boy” (Berkes Gábor) – „szinte tizátoros” (szintetizátor)
- „Michel de Lux” (Szentmihályi Gábor) – „dob- és szabadidőprogramok” (dob, dobprogramok)

## Számlista
1. Ringasd el magad
2. Túr dö flanc
3. Jó reggelt!
4. Műdal
5. Augusztusi tél
6. Piti vumen (A tánc neve winner valcer)
7. Mi kéne, ha volna?
8. Tíz év, vagy száz?
9. Lapát
10. Holiday rap
11. Hattyúdal

## Felhasznált hanganyagok, részletek
- Mc Miker G & Dj Swen – Holiday Rap (Track 10)